# Simmental
La Simmental è una vallata alpina dell'Oberland Bernese nel Canton Berna in Svizzera, percorsa dal fiume Simme, affluente del Kander.

## Geografia
Dapprima da Lenk a Boltigen si sviluppa in direzione sud-nord (nel Distretto di Obersimmental) e poi fino a Wimmis si sviluppa in direzione ovest-est (nel Distretto di Niedersimmental).

## Orografia
Le montagne che contornano la valle fanno parte delle Prealpi Bernesi (sottosezione delle Prealpi Svizzere).
Le montagne principali sono:
- Albristhorn - 2.763 m
- Giferspitz - 2.542 m
- Stockhorn - 2.190 m
- Gantrisch - 2.175 m
- Niederhorn - 1.950 m